# Scott Hamilton (patinador)
Scott Scovell Hamilton (Toledo, Ohio, 28 de agosto de 1958) es un patinador artístico estadounidense y medallista olímpico. Ganó cuatro campeonatos estadounidenses consecutivos (1981-1984), cuatro Campeonatos Mundiales consecutivos (1981-1984) y una medalla de oro en los Juegos Olímpicos de 1984.

## Primeros años y educación
Scott Hamilton nació el 28 de agosto de 1958 en Toledo, Ohio. Fue adoptado a la edad de seis semanas por Dorothy (de soltera McIntosh), profesora, y Ernest S. Hamilton, profesor de biología, y creció en Bowling Green, Ohio. Tiene dos hermanos, la hermana mayor Susan (la hija biológica de sus padres) y el hermano menor Steven (que también era adoptado). Asistió a la escuela primaria Kenwood. Cuando Hamilton tenía dos años, contrajo una misteriosa enfermedad que le hizo dejar de crecer. Después de numerosas pruebas y varios diagnósticos erróneos (incluido un diagnóstico de fibrosis quística que le daba sólo seis meses de vida), la enfermedad empezó a corregirse por sí sola. Su médico de familia lo envió al Boston Children's Hospital para ver al Dr. Shwachman. Le dijeron que el médico no tenía idea de lo que estaba mal y que se fuera a casa y dejara las dietas para poder vivir una vida normal. Años más tarde, se determinó que un tumor cerebral congénito era la causa fundamental de su enfermedad infantil. En la cumbre de su carrera amateur, Hamilton pesaba 49 kg (108 libras) y medía 5 pies y 2,5 pulgadas (1,59 m), pero finalmente creció hasta una altura de 5 pies y 4 pulgadas (1,63 m).
A los 13 años, Hamilton empezó a entrenar con Pierre Brunet, ex campeón olímpico. En 1976, sin embargo, casi se vio obligado a dejar el patinaje porque el coste de la formación era demasiado alto y se matriculó en la universidad. Sin embargo, Helen y Frank McLoraine intervinieron para brindar apoyo financiero a Hamilton para que continuara su formación. Más tarde, Hamilton trabajaría con los McLoraine para continuar con el apoyo filantrópico al patinaje artístico. Hamilton asistió a la Universidad Estatal de Bowling Green en Ohio. La antigua First Street en Bowling Green recibió el nombre de Scott Hamilton Avenue en su honor.

## Carrera como patinador
La última actuación de Hamilton en la gira Stars on Ice
En 1980, Hamilton terminó tercero en el Campeonato de Patinaje Artístico de Estados Unidos, lo que le valió un lugar en el equipo olímpico de Estados Unidos. En aquel momento, lo estaba entrenando Don Laws. Terminó en quinto lugar en los Juegos Olímpicos de Invierno de 1980, donde también tuvo el honor de portar la bandera estadounidense en la ceremonia de apertura. Su gran actuación fue en el Campeonato de Estados Unidos de 1981. Actuó impecablemente y el público comenzó una ovación de pie varios segundos antes del final de la actuación. Nunca volvió a perder una competición amateur. En 1981 ganó el oro en el Campeonato Mundial de Patinaje Artístico. Durante el programa largo, recibió puntuaciones de 5,8 y 5,9 por mérito técnico y de 5,7 a 5,9 por impresión artística sobre una puntuación perfecta de 6,0. Comenzó el programa largo con un triple salto Lutz, su salto más consistente y difícil. Realizó un programa sólido a pesar de un error menor. Volvió a ganar el oro en 1982 y 1983 en los Campeonatos Mundiales y de Estados Unidos.
En los Juegos Olímpicos de 1984 ganó las figuras obligatorias y quedó segundo en el programa corto. Para el programa largo, planeó cinco saltos: un triple Lutz, un triple flip, un triple toe loop en combinación con un doble loop, un triple toe walley y un triple Salchow. Completó sólo tres de ellos, fallándose el triple flip y el triple Salchow. Por mérito técnico, los nueve jueces le dieron tres 5,6, dos 5,7, tres 5,8 y un 5,9. Por impresión artística, recibió cuatro 5,8 y cinco 5,9. Brian Orser ganó el programa largo y Hamilton fue segundo, pero Hamilton ganó la medalla de oro porque Orser estaba demasiado atrás en la clasificación general para alcanzar a Hamilton después de quedar séptimo en las figuras obligatorias, que en ese momento representaban el 30% de la puntuación total. La victoria de Hamilton puso fin a una sequía de 24 años de medallas de oro para los hombres estadounidenses en patinaje artístico olímpico. No intentó el triple salto Axel, un salto más difícil que realizaron otros patinadores de la competición. Ganó el Campeonato Mundial de ese año y luego se convirtió en profesional en abril de 1984.
La historiadora y escritora de patinaje artístico Ellyn Kestnbaum, en su crítica del patinaje artístico masculino, calificó los trajes que usó Hamilton durante los Juegos Olímpicos de 1984 como un intento de mitigar el "efecto erótico" de los trajes de una sola pieza con influencia disco, populares entre muchos. patinadores masculinos en ese momento. Kestnbaum describió los trajes de Hamilton como "simples trajes elásticos de un color adornados sólo con una forma geométrica simple en un color contrastante", que se asemejaba a un traje de calentamiento o de patinaje de velocidad que enfatizaba el "aspecto deportivo masculino aceptable" del patinaje artístico.
Después de convertirse en profesional, Hamilton realizó una gira con Ice Capades durante dos años y luego creó el "Scott Hamilton's American Tour", que luego pasó a llamarse Stars on Ice. Cofundó, coprodujo y actuó en Stars on Ice durante 15 años antes de retirarse de la gira en 2001 (aunque todavía regresa para presentaciones como invitado ocasional).
Como profesional, Hamilton solía realizar su característico backflip.
Hamilton ha recibido numerosos honores de patinaje, incluido el de ser el primer patinador artístico masculino en solitario en recibir el Premio Jacques Favart (en 1988). En 1990 fue incluido en el Salón de la Fama Olímpica de Estados Unidos.

## Resultados
| Evento                     | 1976–77 | 1977–78 | 1978–79 | 1979–80 | 1980–81 | 1981–82 | 1982–83 | 1983–84 |
| -------------------------- | ------- | ------- | ------- | ------- | ------- | ------- | ------- | ------- |
| Juegos olímpicos           |         |         |         | 5°      |         |         |         | 1°      |
| Campeonato mundial         |         | 11°     |         | 5°      | 1°      | 1°      | 1°      | 1°      |
| Campeonato estadounidense  |         | 3°      | 4°      | 3°      | 1°      | 1°      | 1°      | 1°      |
| Skate America              |         |         |         | 1°      |         | 1°      | 1°      |         |
| Skate Canada International |         |         |         |         | 1st     |         |         |         |
| Trofeo NHK                 |         |         |         | 4°      |         |         | 1°      |         |
| Trofeo Nebelhorn           | 2°      |         |         |         |         |         |         |         |

## Carrera en los medios

### Carrera en radio
Hamilton fue comentarista de patinaje para la televisión CBS durante muchos años, comenzando en 1985. También trabajó para la televisión NBC. En 2006 fue presentador del programa de televisión de FOX Skating with Celebrities. Actualmente es miembro de la junta directiva de Olimpiadas Especiales Internacionales.

### Apariciones en televisión
Hamilton prestó su voz al comentarista de baile de perros en el episodio "Dances with Dogs" de King of the Hill.
Apareció en el episodio del 26 de agosto de 2008 de Wanna Bet?, donde terminó segundo, perdiendo ante Bill Engvall. En 2009, apareció en la segunda temporada de Celebrity Apprentice.
Hizo una pequeña aparición en Roseanne como él mismo, participando en una secuencia de créditos de una competencia simulada de patinaje de linóleo. También hizo una breve aparición en la película Blades of Glory.
El 8 de marzo de 2010, Scott Hamilton: Return to the Ice se estrenó en Bio Channel. El especial de televisión de dos horas relató el regreso de Hamilton al patinaje después de luchar contra el cáncer..

### Como autor de libros
En 1999, Hamilton escribió el libro Landing It, en el que habla de su vida dentro y fuera del hielo. En 2009, Hamilton escribió el libro The Great Eight, que compartió los secretos de su felicidad y cómo superó numerosos desafíos y decepciones a lo largo de su vida. En 2018, escribió el libro Finish First: Winning Changes Everything (editor: Thomas Nelson).

## Vida personal

### Familia
El 14 de noviembre de 2002 se casó con Tracie Robinson, una nutricionista. La pareja tiene tres hijos y una hija. La familia reside en Franklin, Tennessee.

### Creencias religiosas
Hamilton es cristiano y ha dicho sobre su fe: "Entiendo que a través de una relación sólida con Jesús puedes soportar cualquier cosa... Dios está ahí para guiarte a través de los momentos difíciles. Dios estuvo ahí cada vez, cada vez".

### Enfermedades
En 1997, Hamilton tuvo una batalla muy publicitada contra el cáncer de testículos. Regresó al patinaje después de su tratamiento y su historia apareció en revistas y televisión. El 12 de noviembre de 2004 se anunció que Hamilton tenía un tumor cerebral benigno, que fue tratado en la Clínica Cleveland.
El 23 de junio de 2010, Hamilton se sometió a una cirugía cerebral para prevenir la recurrencia del tumor benigno descubierto en 2004. Llamado craneofaringioma, el tumor podría haber causado ceguera si no se trataba. La cirugía fue exitosa. En noviembre de 2010, Hamilton volvió a estar en el hospital. Durante la extirpación del tumor, se "cortó" una arteria del cerebro. El sangrado se detuvo, pero días después se formó un aneurisma. Hamilton salió bien de la cirugía.
En 2016, Hamilton anunció que había recibido su tercer diagnóstico de tumor cerebral. A finales de marzo de 2017, afirmó que el tumor se había reducido sin quimioterapia.

### Actividades caritativas
En 1990, cuando la Fundación Make-A-Wish celebró su décimo cumpleaños, Hamilton fue reconocido como el primer "Celebrity Wish Granter of the Year" de la Fundación.
Fundó la Fundación Scott Hamilton Cares para ayudar a los pacientes con cáncer. Ha sido voluntario durante mucho tiempo en las Olimpíadas Especiales y actualmente se desempeña como Embajador Mundial de las Olimpíadas Especiales. Hamilton también ha ayudado a beneficiar al St. Jude Children's Research Hospital y a la Multiple Myeloma Research Foundation, de la cual es miembro honorario de la junta directiva.

### Puntos de vista políticos
En 2012, Hamilton hizo apariciones públicas en apoyo de la campaña presidencial del republicano Mitt Romney. También habló en apoyo de Donald Trump y apareció en un episodio de Celebrity Apprentice.

### Premios y reconocimientos
- 1985 – Hamilton recibió el Premio al Atleta Más Valiente de 1984 otorgado por la Asociación de Escritores Deportivos de Filadelfia.[36]
- 1993 - La Agencia Associated Press publicó los resultados de un estudio deportivo nacional en el que Hamilton se ubicó como uno de los ocho atletas más populares de Estados Unidos, muy por delante de estrellas del deporte de renombre como Michael Jordan, Magic Johnson, Troy Aikman, Dan Marino, Wayne Gretzky, Joe Montana y Nolan Ryan.[37]
- 1996 - Hamilton recibió el Premio al Coraje Mildred "Babe" Didrikson Zaharias de la Academia de Deportes de los Estados Unidos en reconocimiento a su valiente acción para superar la adversidad y sobresalir en el deporte.[38]
- 1996 - Hamilton recibió el premio Academy of Achievement Golden Plate.[39]